# Kane and Lynch 2: Dog Days
Kane and Lynch 2: Dog Days est un jeu vidéo de tir à la troisième personne sorti en 2010. Il est la suite du premier volet, Kane and Lynch: Dead Men, sorti en 2007. Toujours développé par IO Interactive et édité par Eidos, le jeu propose une nouvelle fois d'incarner les deux antihéros (Kane et Lynch), désormais dans la ville de Shanghai.

## Accueil
- Jeuxvideo.com : 10/20[1]
- PC Gamer : 70 %[2]